# Коновська сільська рада
Коно́вська сільська́ ра́да — адміністративно-територіальна одиниця та орган місцевого самоврядування в Кельменецькому районі Чернівецької області. Адміністративний центр — село Коновка.

## Загальні відомості
- Населення ради: 630 осіб (станом на 2001 рік)

## Населені пункти
Сільській раді були підпорядковані населені пункти:
- с. Коновка

## Склад ради
Рада складалася з 12 депутатів та голови.
- Голова ради: Ротар Борис Давидович
- Секретар ради: Рибак Тамара Борисівна

### Керівний склад попередніх скликань
| Прізвище, ім'я, по батькові | Основні відомості                                                                                  | Дата обрання | Дата звільнення |
| --------------------------- | -------------------------------------------------------------------------------------------------- | ------------ | --------------- |
| Попович Пилип Васильович    | Сільський голова, 1947 року народження, безпартійний                                               | 26.03.2006   | 26.12.2008      |
| Ротар Борис Давидович       | Сільський голова, 1960 року народження, освіта вища, безпартійний                                  | 03.05.2009   | 31.10.2010      |
| Ротар Борис Давидович       | Сільський голова, 1960 року народження, освіта вища, член Всеукраїнського об'єднання «Батьківщина» | 31.10.2010   |                 |

Примітка: таблиця складена за даними сайту Верховної Ради України

### Депутати
За результатами місцевих виборів 2010 року депутатами ради стали:

#### За суб'єктами висування
| Суб'єкт висування                                       | Кількість обраних депутатів | %    |
| ------------------------------------------------------- | --------------------------- | ---- |
| Політична партія Всеукраїнське об'єднання «Батьківщина» | 5                           | 41,7 |
| Самовисування                                           | 4                           | 33,3 |
| Партія регіонів                                         | 3                           | 25   |

#### За округами
| № округу                                                | Прізвище, ім'я, по батькові   | Дата визнання обраним | Освіта             | Партійна приналежність                        | Відомості про обраного депутата                   |
| ------------------------------------------------------- | ----------------------------- | --------------------- | ------------------ | --------------------------------------------- | ------------------------------------------------- |
| Партія регіонів                                         |                               |                       |                    |                                               |                                                   |
| 2                                                       | Пислар Анатолій Андрійович    | 01.11.2010            | вища               | член Партії регіонів                          | пенсіонер                                         |
| 3                                                       | Лахман Лариса Андріївна       | 01.11.2010            | вища               | позапартійна                                  | Коновська сільська рада, землевпорядник           |
| 9                                                       | Ротар Лариса Ананіївна        | 01.11.2010            | вища               | член Партії регіонів                          | Відділення зв'язку с. Коновка, листоноша          |
| Політична партія Всеукраїнське об'єднання «Батьківщина» |                               |                       |                    |                                               |                                                   |
| 1                                                       | Ліськова Лариса Іванівна      | 01.11.2010            | вища               | член Всеукраїнського об'єднання «Батьківщина» | Народний дім с. Коновка, завідувачка              |
| 5                                                       | Рибак Тамара Борисівна        | 01.11.2010            | вища               | член Всеукраїнського об'єднання «Батьківщина» | Коновська сільська рада, секретар                 |
| 10                                                      | Рибак Олена Олександрівна     | 01.11.2010            | вища               | член Всеукраїнського об'єднання «Батьківщина» | Дитячий дошкільний заклад, завідувачка            |
| 11                                                      | Дерев'янко Борис Миколайович  | 01.11.2010            | середня спеціальна | член Всеукраїнського об'єднання «Батьківщина» | приватний підприємець                             |
| 12                                                      | Дерев'янко Максим Борисович   | 01.11.2010            | вища               | член Всеукраїнського об'єднання «Батьківщина» | приватний підприємець                             |
| Самовисування                                           |                               |                       |                    |                                               |                                                   |
| 4                                                       | Рибак Олександр Валентинович  | 01.11.2010            | середня            | позапартійний                                 | Управління водного господарства, водій            |
| 6                                                       | Рибак Руслан Анатолійович     | 01.11.2010            | вища               | позапартійний                                 | Коновська загальноосвітня школа І-ІІ ст., вчитель |
| 7                                                       | Дерев'янко Василь Миколайович | 01.11.2010            | середня            | позапартійний                                 | Укрзалізниця, охоронець                           |
| 8                                                       | Дєдова Олена Іванівна         | 01.11.2010            | середня            | позапартійна                                  | Територіальний центр, соціальний працівник        |

## Населення
За переписом населення України 2001 року в сільській раді мешкали 623 особи.

### Мова
Розподіл населення за рідною мовою за даними перепису 2001 року:
| Мова       | Відсоток |
| ---------- | -------- |
| українська | 96,83 %  |
| російська  | 2,38 %   |
| молдовська | 0,79 %   |